# Joonas Vihko
Joonas Vihko (ur. 6 kwietnia 1981 w Helsinkach) – fiński hokeista.

## Kariera
- Kiekko-Vantaa U20 (1996-1997)
- HIFK U18 (1998-1999)
- HIFK U20 (1999-2002)
- HIFK (2001-2005)
  -  HCK Salamat (2004)
- SaiPa (2005-2006)
- HPK (2006-2010)
- Luleå (2010-2013)
- HPK (2013-2015)
- Ilves (2015-2016)
- Vaasan Sport (2016-2017)
- Tölzer Löwen (2017-2018)

Wychowanek klubu Vantaan Kiekko (VaKi). Wieloletni zawodnik w seniorskich rozgrywkach Liiga. W drafcie NHL z 2002 został wybrany przez klub Anaheim Ducks. Od maja 2015 zawodnik Ilves. W październiku 2016 przeszedł do Sorot. We wrześniu 2017 został graczem niemieckiej drużyny Tölzer Löwen w DEL2. W grudniu 2018 ogłosił zakończenie kariery.
W trakcie kariery zawodnik często określany pseudonimem Jone.

## Sukcesy
Klubowe
- Brązowy medal mistrzostw Finlandii: 2004 z HIFK, 2007 z HPK
- Finał Pucharu Mistrzów: 2007 z HPK
- Srebrny medal mistrzostw Finlandii: 2010 z HPK
- Trzecie miejsce w European Trophy: 2011 z Luleå
- European Trophy: 2012 z Luleå
- Srebrny medal mistrzostw Szwecji: 2013 z Luleå

Indywidualne
- SM-liiga 2001/2002: Trofeum Jarmo Wasamy - najlepszy debiutant sezonu
- SM-liiga 2005/2006: najlepszy zawodnik miesiąca - luty 2006